# فردریک آنتونتی
فردریک آنتونتی (فرانسوی: Frédéric Antonetti‎؛ زادهٔ ۱۹ اوت ۱۹۶۱) بازیکن فوتبال سابق و مربی فوتبال فعلی، اهل فرانسه است.
از باشگاه‌هایی که در آن بازی کرده‌است می‌توان به باشگاه فوتبال باستیا اشاره کرد.